# Māshīn Khāneh
Māshīn Khāneh (persiska: ماشین خانه) är en ort i Iran.   Den ligger i provinsen Gilan, i den nordvästra delen av landet, 300 km nordväst om huvudstaden Teheran. Māshīn Khāneh ligger 172 meter över havet och antalet invånare är 424.
Terrängen runt Māshīn Khāneh är kuperad österut, men västerut är den bergig. Runt Māshīn Khāneh är det ganska glesbefolkat, med 45 invånare per kvadratkilometer. Närmaste större samhälle är Hashtpar, 6,2 km öster om Māshīn Khāneh. I omgivningarna runt Māshīn Khāneh växer i huvudsak blandskog.